# Filipe José Pereira Leal
Filipe José Pereira Leal (Rio de Janeiro, 27 de agosto de 1812  — Salvador, 13 de agosto de 1880) foi um político e diplomata brasileiro.
Foi presidente da província do Espírito Santo, nomeado por carta imperial de 28 de junho de 1849, de 9 de agosto de 1849 a 3 de junho de 1851. Além disso, exerceu o cargo de diplomata negociando com a Venezuela, em 1859, o Tratado de Limites e Navegação Fluvial, no qual as fronteiras entre os dois países foram delimitadas.